# Медицина
Медицината (от лат. medicus – „лечител“) е хуманна наука за диагностициране, лечение и предотвратяване на болести и наранявания. Тя изучава системите на човешкия организъм, симптомите и заболяванията и тяхното лечение, което помага за практическото прилагане на това знание и изкуство, както и създаването на лекарства и технологии в областта на медицината. Разнообразието, устройството и начинът на живот на животните и организмите, които се изучават от биологията, водят до възникване на специални и приложни клонове в медицината.
Практикуването на медицинската грижа се поделя между професионалните лекари и други групи професионалисти като сестри и фармацевти.
Медицината обикновено се разглежда като множество от различни поддисциплини като педиатрия, гинекология, неврология и т.н., които се занимават с отделни и специфични системи на организма, заболявания или области на здравето. Например стоматологията е дял на медицината, който изучава състоянието, болестите и лечението на зъбите и устната кухина. Ветеринарната медицина се занимава със здравето на животните. Освен общоприетата медицина има алтернативна медицина.

## Медицината в България
Вж Категория:Медицина в България

### История на българската медицина в древността
Българската медицина има богата история. 

#### Тракийски лекари
Тракийските лекари развиват престижни умения в медицината. В допълнение към лечението към т.нар. днес спа процедури или балнеолечение, както и диетично лечение с натурални добавки, които са били широко разпространени сред тракийското население, тракийските лекари развиват и научна, и практическа хирургия, използвайки професионални хирургични инструменти. 

### Българската медицина през Възраждането
През Възраждането се развива българската народна медицина и билколечение, като систематичен подход към записване на разнообразните растителни видове и рецепти базирани на тях.
Можем да открием образът на лекаря от Възраждането във възрожденската литература. Например Вазов в своя роман Нова Земя описва турски лекар във вече освободените български земи, който лекува както пациенти (без начение от националност и етнос) с професионални знания, така и в някои случаи техните коне (за тогава важни за придвижването през населените места) .

## Медицински институции
В България
Първите медицински институции като такива се появяват в България след Освобождението, когато руските военно-полеви лекари основават обучителни центрове, тези центрове в България са паралелни на такива в Москва, като днес са известни с названията Пироговски институти (София, Москва). Руските военнокомандващи от войните преди, а и самата Освободителна война имат нужда от професионален военно полеви лекар и хирург (за спешна и полева медицина) и това става Николай Пирогов, който в едно със знанията си за военна наука, той е роден в семейство на руски военен, добавя и практиката си като хирург. Той действително става толкова известен по време на войните, че му се дават сгради и помещения в освободена България, където да се обучават българските лекари от него и негови колеги руски хирурзи, това е началото на българската хирургия и медицинска наука в съвременността. В действителност още от тогава и не само през Социализма българската медицина е тясно свързана в обучението и медицинските образователни институции с руските такива .

## Медицинска практика
Основи на обучението по медицинска практика може да намерим в Канон на медицината на Авицена, който е персийски лекар-философ и който я пише през 1025. Това е вероятно една от най-известните и влиятелни ранни книги върху практика на медицината, която продължава да има своето влияние и днес, като основна част от философия на медицината . Допълваща тук е The Complete Book of the Medical Art от Ali al-Abbas, с нейните трактати върху практиката на медицината, тук може да обобщим, че персийската школа през времето на Християнското Средновековие, също както и други направления в Персия като математика и геометрия (тригонометрични функции), а също и алгебра (алгоритми), например, са водещи в тази епоха.

## Медицинско образование
Основна: Медицинско образование
Медицинското образование и подготовка варира според страна и регион, и все пак общото е, че то включва освен въвеждащо обучение по медицина, така и практика на студентите под наблюдението на техните преподаватели (супервизия), както и възможност за по-нататъшна специализация. Самото медицинско обучение е обект на активно научно изследване, чиято цел е да се определят по-добрите подходи и методи. Завършването на обучението дава степен и титла д-р (на английски напр. M.D. или Doctor of Medicine), като такива подобни титли в някои страни като Англия и Индия са давани и за хомеопатично (алтернативна медицина) обучение като CCH, RSHom и други. Тези титли се дават от държавно и световно признати университети и институции.
Тъй като знанието, техниките (като подходи) и медицинската технология (устройства, софтуер) продължава да еволюира с бърза скорост много регулаторни институции изискват продължаващо медицинско образование. Практикуващите медицина поддържат и осъвременяват своето знание по множество начини, включително медицински списания, семинари, конференции и онлайн програми.

## История на медицината
Сред най-ранните исторически и текстови сведения от древните Гръцка и Римска медицина, както и съществени за възникването на медицината са откритите данни за Аюрведа, Египетската, Класическата китайска медицина (предшественик на съвременната традиционна китайска медицина).

### Древна Гърция и Рим
Макар че лечителни практики съществуват още от племенната праистория на човечеството, като ползването на растения (билколечение) и минерали, а в много племена това включва магия, магическо пеене при приготвяне на билки и други, тези материали са използвани ритуално като магически вещества от жреците и шаманите, и добре позната религиозна система е анимизма (придаване на духовна сила на неодушевени предмети), спиритуализъм (призоваване на боговете или връзка духовете на предците), шаманизъм (придаване на мистични сили на определен човек) и „врачуване“ (магическо разкриване на истината) (медицинската антропология изследва начина, по които са били организирани културата и обществото при възникване на здравни проблеми, нуждата от здравни грижи и превенция на заболяванията), де факто история на медицината започва с Древна Гърция и Рим. Основните традиции в лечителското изкуство идват от Древна Гърция, а названията и начините на наименуване в медицинската терминология идват от Древен Рим с използването на латински за тази цел. 
Гръцкият лекар Хипократ е наречен, „бащата на медицината“. Той полага основите на един разумен подход в медицината. Хипократ въвежда и клетва давана от младите лекари. Тя е наречена в негова чест – Хипократова клетва и макар и видоизменена се дава и днес от новозавършващите медици. Хипократ е и първият, който категоризира заболяванията като остри, хронични, ендемични и епидемични. Въвежда в употреба и термините като например: обостряне, рецидив, разнасяне (на заболяване, оток и други), криза, пристъп, връх на заболяването и период на възстановяване. 
Гръцкият лекар Гален е един от най-големите хирурзи на древния свят. Той извършва редица смели за времето си операции, включително на мозъка и очите операции. След падането на Западната Римска империя и началото на Ранното Средновековие гръцката традиция в областта на медицината запада в Западна Европа. Тя обаче продължава в просъществувалата още няколко века Източна Римска империя.

### Древен Египет
Медицината на древен египет е характерна по-скоро с предмодерните идеи за спа лечение (бани на Клеопатра), базирана на билки и минерали козметична медицина .  Египтянинът Имхотеп (живял в 3-то хилядолетие преди новата ера) е първото име на лекар известен за историята на човечеството.

### Древна Азия
Друг съществен източник на медицински правила и практики е медицината в Древна Азия, или мюсюлманската медицина, особено Авицена. 
Първите сведения за организиране на болнични заведения са от района на планинския връх Михинтале в Шри Ланка, където съществуват доказателства за наличието на специализирани медицински заведения за лечение на пациенти. Индийският лекар Сушурата описва множество оперативни техники, включително и най-ранните форми на пластичната хирургия.
Преди 750 г. в мюсюлманския Арабски свят медицината се е развивала благодарение на арабски преводи на Хипократ, Гален и Сушурата. Ислямският свят прави значителни приноси за медицината. Най-известен персийски лекар е Авицена, който наред с Имхотеп и Хипократ е наричан „баща на медицината“. Неговият труд Канон на медицината представлява една от най-известните книги в история и философия на медицината. Други известни лекари са Абулкасис, Ибн Зухр, Ибн ал-Нафис, и Авероес. Разис е един от първите, които оспорват хуморалната теория на Хипократ, която въпреки това продължава да се налага още дълго време, както на Запад, така и в ислямския свят. Ислямските болнични заведения, наречени Бимаристан, са ранни примери за начало на обществена болнична помощ.

### Средновековна медицина

#### Азия
По време на Средновековието медицината постига възход в своето развитие в Персия и други азиатски страни, които боравят с персийските трактати по медицина.

#### Европа
На пръв поглед изглежда, че медицината в своето развитие е в застой в Европа през 14-15 век, но и из Европа тогава вилнее Чумата, и това дори обезлюдява в значителна степен някои райони в Близкия изток (по-вероятно бягащи от нея) и Европа. Според някои автори, интересен е фактът, че Западна Европа се справя по-ефективно с пандемиите от ислямския свят, като се има предвид, че в ислямския свят такъв вид бедствие не се появява през Средните векове. След застоя на медицината в Европа през Средновековието тук тя все пак отново търси да намери своето развитие, сред първите важни фигури, които се стараят да възродят мястото на медицината и анатомията са италианският християнските изследователи в анатомията Лоренцо Белини, Габриеле Фалопио и британският лекар Уилям Харви.
Повратна точка в медицината е постепенното отхвърляне, на това което е било известно като подход на „традиционните авторитети“, какъвто може да се види при италианският хирург Алесандро Бенедети, генерал-хирург във Венецианската армия. Остарелият подход се основава на идеята, че ако някой изтъкнат човек е изказал някаква идея в миналото, то това е истината и всичко което е наблюдавано като несъответствие на тази идея се е счита за аномалия и изключение. Тази революция в мисленето се наблюдава и в други клонове на науката, като например отричането на теориите на Птолемей от Коперник. Лекари като Андреас Везалий започват да доказват или опровергават някои от съществуващите теории.
Андреас Везалий е и авторът на една от най-влиятелните книги, посветени на човешката анатомия – De humani corporis fabrica .
През късното средновековие обаче в Европа започва да се развиват имунологията и епидемологията, с изучаването на разпространяването на заболяванията възниква идеята и за имунната защита срещу тях, тези изследвания и проучвания започват в Средновековните библиотеки към манастирите и продължават в европейските и великобритански университети.

### Реформацията
По време на калвинизма и реформацията във Франция например продължават да работят създадените болници, макар и в по-малък обем, заради религиозните вълнения. 

### Ренесансова и предренесансова медицина
Първи започват да се еманципират от християнството и неговата прекомерна намеса в болниците френските лекари и особено хирурзи. Френският лекар Амброаз Паре се смята за един от основателите на съвременната хирургия. Бактерии и други микроорганизми са наблюдавани за първи път под микроскоп от Антони ван Льовенхук през 1676 година, което инициира научното направление микробиология  и поставя нови въпроси за причинителите на инфекциозни заболявания. Частично основавайки се на работата на италианския анатом Реалдо Коломбо, английския лекар Уилям Харви описва кръвоносната система . Херман Бурхаве се счита за основател на физиологията, тъй като пръв води курсове на тази тема в Лайден и е автор на учебника Institutiones medicae (1708). Като основател на денталната медицина се възприема френския доктор Пиер Фаучард .
Ветеринарната медицина се разделя за първи път от хуманитарната медицина през 1761 година, когато френския ветеринарен доктор Клод Бургелот създава първото в света ветеринарно училище в Лион, Франция. Преди това докторите са лекували едновременно хора и животни.

### Модерна медицина
В по-късен етап модерната биомедицинска наука започва да измества ранните медицински традиции, основаващи се на хербализъм и теорията за четирите хумори. Сред най-ранните модерни тенденции е създаването на ваксината срещу едра шарка от Едуард Дженер в края на 18 век. Повратна точка е и откритието на Робърт Кох на бактериите, като причинител на редица заболявания направено в края на 80-те години на 19 век. Няколко десетилетия по-късно се откриват и използват първите антибиотици.
Може да се каже, че след 18 век медицината се модернизира бързо и необратимо в рамките на Европа, но и по целия свят. Немските учени Рудолф Вирхов, Вилхелм Рьонтген, Карл Ландщайнер и Ото Льови правят важни открития. В Англия Александър Флеминг, Джоузеф Листър, Франсис Крик и Флорънс Найтингейл допринасят също значително за модерната наука и медицина. Испанският доктор Сантяго Рамон и Кахал се счита за основател на съвременната невробиология.
Забележими приноси за развитието на медицината имат и редица учени извън Европа. Такива са новозеландецът Морис Уилкинс, австралийците Хауърд Флори и Франк Бърнет. Сред имената на хората, допринесли за развитието на медицината, са и американците Уилиъм Коли и Джеймс Уотсън.

## Области на медицината

### Фундаментални
За да може успешно да лекува и предотвратява заболяванията, лекарят трябва много добре да познава нормалния ход на биологичните процеси в здравия организъм и неговите изисквания към условията на заобикалящата го жива и нежива природа. Фундаменталните медицински науки са общобиологични науки, които разглеждат точно тези въпроси. Към тях се отнасят:
- Анатомията е начална медицинска специалност и част от учебната програма, като изучава физичните структури на човека, животноти и дори „организмите“. Анатомията се изучава с цел подготовка за специфичните специалности.
- Физиологията изучава функциите на системите и органите на организмите.
- Биостатистиката изучава приложението на статистическите методи в биологията. Съществено необходима е за планирането, оценяването и интерпретирането на медицинските изследвания и профилактични мероприятия. Фундаментална е и също за епистемологията и свидетелско-базираната медицина.
- Хранене
- Биохимията е наука за химическия състав на организмите, за химическите процеси, които се извършват в тях, както и за връзката на тези процеси с жизнената им дейност.

- Ембриологията е изучаването на ранното развитие на организмите.
- Медицинската генетика изучава развитието на живите организми, наследствеността и нейните изменения.
- Хигиена—комунална, трудова, на храненето, радиационна, транспортна и др.
- Цитологията е микроскопското изучаване на отделните клетки. В микробиологията микроскопичната анатомия, цитология и хистология изучават специфично микроскопичните структури.
- Хистологията изучава биологичните тъкани под светлинен микроскоп, електронен микроскоп и имунохистохимия.

### Специалности
Виж Списък на медицински специалности
- Медицинска информатика
- Здравен мениджмънт

- Хирургия
  - Анестезиология
- Кардиология
  - Кардиохирургия

- Фармакология
  - Фармацевтика
- Офталмология (Очни болести)

- Имунология
  - Инфекциозни болести
  - Епидемиология
- Неврология
- Токсикология

- Ендокринология
- Микробиология изучава микроорганизмите, вкл. бактерии, гъби, вируси, приони и първаци.

- Детски болести
- Ревматология
- Диетология
- Белодробни болести
- Оториноларингология (Уши-нос-гърло)

- Вътрешни болести
- Урология
- Гастроентерология

- Акушерство и гинекология

- Онкология
- Рентгенология
- Хематология
- Физиотерапия

- Дерматология
  - дермовенерология и венерология

- Психиатрия
  - Съдебна медицина и деонтология

- Неврохирургия
- Нефрология
- Патология
- Патоанатомия
- Патофизиология

### Дентална медицина
Стоматологията (Дентална медицина от 2007 г.) и одонтологията са науки – дялове на медицината, които изучават състоянието, болестите и лечението на зъбите и устата. В България стоматологията се изучава в отделна специалност.

### Други, допълнителни специалности
- Философия на медицината, както и медицински хуманитарни науки като (текстология и медицинска литературна хуманитаристика, медицинска философия и етика, медицина, история и религия, медицина и религия), социални науки (медицинска антропология, културни изследвания)
- Философия и история на медицината са основни за изучаване на теорията (но също и практиката) в медицината
- Философия на медицината vs. Еволюционна медицина (Дарвинистка медицина): обикновено тези два подхода в биологията и медицината се смятат за противоположни

## Медицина и изкуство: рисуване, филмово изкуство и музика
- Основното приложение на рисувателното изкуство в медицината е за скициране на анатомичните характеристики на човека
- Всякакви изобразявания, които са приложими в медицината (скици, щателно нарисувани изображения по които се изучава устройството на човека)

Рисуваните атласи по медицина са част от обучението по медицина.
- Медицина и визуални изкуства, както и тяхното приложение в медицинското обучение

Използването на рисунки в обучението, както и на по-модерни техники, като 3D и 4D, които обаче имат по-скоро визуален ефект за презентиране на работата в медицината.
- Медицина и филмово изкуство

Виж Медицински сериали
Филмовото изкуство в медицината прилага, това което през 16-19 век се прилага от художественото изкуство при изобразяването на лекари (портрети), изобразяването на лекари в тяхната работа, като тези маслени изображения са много трудни за рисуване и в този смисъл филмовото (и екранно) изкуство по по-лесен начин може да показва това, което правят лекарите в своето лекарско изкуство, както и да ги представя като личности пред публиката.
Често и музиката към медицинските сериали придобива популярност. 
- Медицина и музика

Но освен музиката на сериалите, има и „хитова музика“, като например Руши Виденлиев – Il Ritmo Del Mio Cuore (Ритъмът на моето сърце).

## Качество, мениджмънт и достъп
За достигане на качество в медицината, на ниско ниво, в грижата за пациента, близо до сестринската и асистентската практика, са QA-ите в медицината, които прилагат основни практики от IT в медицината; в действителност, основно отговарящи за качеството в медицината, като предлагано качество на медицинската наука от лекарите това са медицинските мениджъри (което приложимо към общата IT методология се отнася до повече от администратор в медицинската област) . Разликата, най-общо между медицинския мениджмънт  и мениджъмнта в здравеопазването е обхватът на управление, а именно второто се отнася до правителствените длъжности. Понякога наименованието за медицински мениджмънт е терминът за болничен и медицински мениджмънт, като пример за това в киното и телевизията е Лиса Къди (Dean of Medicine and Hospital Administrator), като освен това „She is Jewish“, тоест самата актриса Лиса Еделщайн. Това е част от темата за достъп до медицината, особено като се има предвид отказът от приемане, че има еврейска етнонационална група в България или възприемането ѝ за прекомерно малка, и отказът от преброяване на членовете на тази група, както и преброяването ѝ в други етнически мнозинства и малцинства, но самото отчитане на такава общност или нейното присъствие в медицинските филми и сериали още не означава и достъп. Достъпът е труден и за другите малцинства, но традиционно от времето на комунизма се приема, че може да има роми в университетите, което много често означава, че еврейските студенти или учещи медицина има множество опити да се причислят към ромската група, с уверенията, че тя наистина има някои „изключителни постижения“, което обаче е проява на родова и религиозна нетолерантност.

## Медицинска етика
Основна статия: Медицинска етика
Медицинската етика е система от морални принципи, които прилагат ценности и ценностни съждения върху практиката на медицината. Приложението на тези морални принципи обикновено се свързва с традициите на практиката на медицина, като някои въпроси са от по-съвременен характер. Понякога вместо медицинска етика се използва термина биоетика, макар биоетиката да има малко по-обширен смисъл като обхваща и дисциплини като изследвания върху животни, генетика и т.н. 

## Алтернативна медицина
- Алтернативна и комплементарна медицина
- Акупунктура
- Китайска традиционна медицина
- Рейки
- Фитотерапия
- Хиропрактика
- Хомеопатия